# J. Rosamond Johnson
John Rosamond Johnson, né le 11 août 1873 à Jacksonville  et décédé le 11 novembre 1954, le plus souvent dénommé J. Rosamond Johnson, est un compositeur et chanteur américain de la Renaissance de Harlem. Il est surtout connu pour avoir composé « L'hymne national des Noirs », Lift Every Voice and Sing, sur des paroles de son frère, le poète James Weldon Johnson.

## Biographie
Johnson étudie au New England Conservatory of Music à Boston, puis à Londres. Il commence sa carrière comme professeur dans une école publique de sa ville natale, Jacksonville, en Floride. À New York, il travaille dans show-business avec son frère et Bob Cole. Ensemble, ils écrivent des œuvres telles que The Evolution of Ragtime (1903), une suite de six pièces de musique «nègre», ... Ils produisent deux opérettes à succès à Broadway pour des acteurs noirs : Shoo-Fly Regiment (1906) et The Red Moon (1908). Ils créent plusieurs comédies musicales « blanches » : Sleeping Beauty and the Beast (1901) In Newport (1904), et Humpty Dumpty (1904). Johnson collabore avec J. Leubrie Colline pour écrire Hello Paris  en 1911.
Au cours de sa carrière, Johnson est actif dans différents domaines musicaux . Après 1911 la mort de Cole, il fait une tournée couronnée de succès avec Charles Hart et Tom Brown. À Londres, il écrit la musique d'une revue pour théâtre qui restera à l'affiche de 1912 à 1913. De retour à New York, la New York's Music School Settlement for Colored, fondée par le violoniste du New York Symphony Orchestra, David Mannes le nomme directeur (de 1914 à 1919). Avec ses propres ensembles, The Harlem Rounders et The Inimitable Five, il part en tournée et produit dans des concerts de Negro spiritual avec Emmanuel Taylor Gordon. En 1936, il dirige à Londres Blackbirds de Lew Leslie. Durant les années 1930, Johnson chante le rôle de Frazier dans la production originale de Porgy and Bess de George Gershwin, rôle qu'il reprendra dans l'enregistrement studio de 1951.
En tant qu'éditeur, il publie quatre œuvres importantes : les deux premiers recueils de chansons qu'il a compilées avec son frère James : The Book of American Negro Spirituals (1925) et The Second Book of Negro Spirituals (1926), puis Shoutsongs (1936) et une anthologie de chants populaires Rolling Along in Song (1937).

## Œuvres principales
- Shoo-Fly Regiment (1906), opérette (Broadway)
- The Red Moon (1908), opérette (Broadway)
- Sleeping Beauty and the Beast (1901), comédie musicale
- My Castle On The Nile, chanson (1901)
- My heart's desiah is Miss Mariah (1901), chanson
- In Newport (1904), comédie musicale
- Humpty Dumpty (1904), comédie musicale
- Mr. Lode of Koal (1909), comédie musicale
- Come Over Here (1912), comédie musicale
- The Maiden with the Dreamy Eyes, chanson
- Didn't He Ramble, chanson
- Li'l Gal, chanson
- Since You Went Away, chanson
- Lift Every Voice and Sing, chanson
- The Siberian Dip (1911), ragtime instrumental